# Фернандао
Фернандо Луци да Коста (порт. Fernando Lúcio da Costa, 18. мартa 1978 — 7. јунa 2014), познат као Фернандао (порт. Fernandão), био је бразилски фудбалер.
Почео је да игра за Гојас, 1996. Године 2004, је прешао у Олимпик Марсељ за 1,4 милиона америчких долара Пре повратка у Бразил играо је за Интернасионал. Дана 7. јуна 2014, Фернандао је погинуо у хеликоптерској несрећи у Аруни у Бразилу.